# Nogometna reprezentacija Nijemaca iz Poljske
Nogometna reprezentacija Nijemaca iz Poljske predstavlja njemačku nacionalnu manjinu iz Poljske.
Dres je plave boje.
Trenutačni izbornik: 

Osnovana:

## Sudjelovanja na natjecanjima
Sudionici su Europeade, europskog prvenstva nacionalnih manjina koje se održalo u Švicarskoj od 31. svibnja do 7. lipnja 2008.

U svojoj skupini su pobijedili, a u četvrtzavršnici su ispali od kasnijeg doprvaka, vojvođanskih Hrvata, odigravši u Laaxu s njima 0:2.
Na Europeadi 2012. zastupao ih sastav Oppelner Sportfreunde "Oberschlesien", osnovan 2011. godine. Čine ga igrači amaterskih nogometnih A-ligaša i zonskih ligaša iz šesti okruga iz Šleske u Poljskoj: Rosenberg/Olesno, Kandrzin-Cosel / Kedzierzyn-Kozle, Groß Strehlitz/Strzelce Opolskie, Krappitz/Krapkowice, Neustadt/Prudnik i Oppeln/Opole.

## Vanjske poveznice i izvori
- (njem.) Europeada Službene stranice Europeade 2008.
- Flickr[neaktivna poveznica] Nijemci iz Poljske na Europeadi 2012.